# Awatscha-Bucht
Die Awatscha-Bucht (russisch Авачинская губа) ist eine Bucht im Osten der russischen Halbinsel Kamtschatka im Pazifischen Ozean. Die Bucht befindet sich bei Petropawlowsk-Kamtschatski, der Hauptstadt des Föderationssubjekt Kamtschatka.
Die Bucht wurde von dem Marineoffizier Vitus Bering 1729 entdeckt. Untersucht und kartiert wurde der Küstenabschnitt von Michail Tebenkow von der Russischen Kriegsmarine in den 1830er-Jahren.

## Umweltkatastrophe 2020
Im Herbst 2020 wurde ein Massensterben mariner Organismen in und nahe der Awatscha-Bucht bekannt. Eine gut lösliche und „hochgiftige transparente Substanz“ (WWF Russland) trieb in der Bucht im Meerwasser. Laut Mitarbeitern des Kronozki-Naturreservats lag die Letalität für die Meeresorganismen in der Bucht bei 95 Prozent. Die Ursache ist bis heute ungeklärt. 
Russische Stellen dementierten zunächst toxische Stoffe im Wasser, gaben jedoch dann an, dass die zulässigen Werte für ölhaltige Stoffe um den Faktor 3,6 und die für Phenole um den Faktor 2,5 überschritten seien. Der WWF Russland schließt Öl als Grund für die starke Verschmutzung des Meerwassers aus.
Beobachter vermuten eine Einleitung von Stoffen in den Fluss Nalytschewa, der in die Bucht mündet und nach Luftaufnahmen Ursprung der Verschmutzung sein könnte.  2010 wurde eine Mülldeponie am Flussufer stillgelegt, auf der auch Chemikalien verklappt worden waren. Die Deponie wurde seitdem nicht rückgebaut. Auf der Deponie lagern mindestens 20 Tonnen Arsen. Augenzeugen berichten von gelblich verunreinigtem Wasser, das der Nalytschewa schon Anfang September 2020 in die Bucht brachte.
Auf einem Testgelände der russischen Streitkräfte in Radygino nahe der Bucht sollen 30 Tonnen Raketentreibstoff gelagert sein. Mitte August 2020 war hier laut lokalen Medien Munition vernichtet worden. Zwischen der Basis Radygino und der Küste verlaufen mehrere Bäche. Anfang September 2020 gab es auf der Halbinsel einen großen Sturm. Die Strömung des Pazifik an diesem Ort bewegt sich von Nord nach Süd, also direkt dorthin, wo im Oktober Surfer Gesundheitsprobleme durch Wasserkontakt meldeten. Ein Mitarbeiter von Ökowatch hält es für am wahrscheinlichsten, dass hochgiftige Stoffe aus verrosteten Containern von Radygino mit dem Regen direkt in den Ozean geschwemmt wurden.
Eine Surfschule stellte ihren Betrieb ein, da Surfer über Augenreizungen und Übelkeit nach Surfgängen berichteten.